# Nhạn hông trắng Xibia

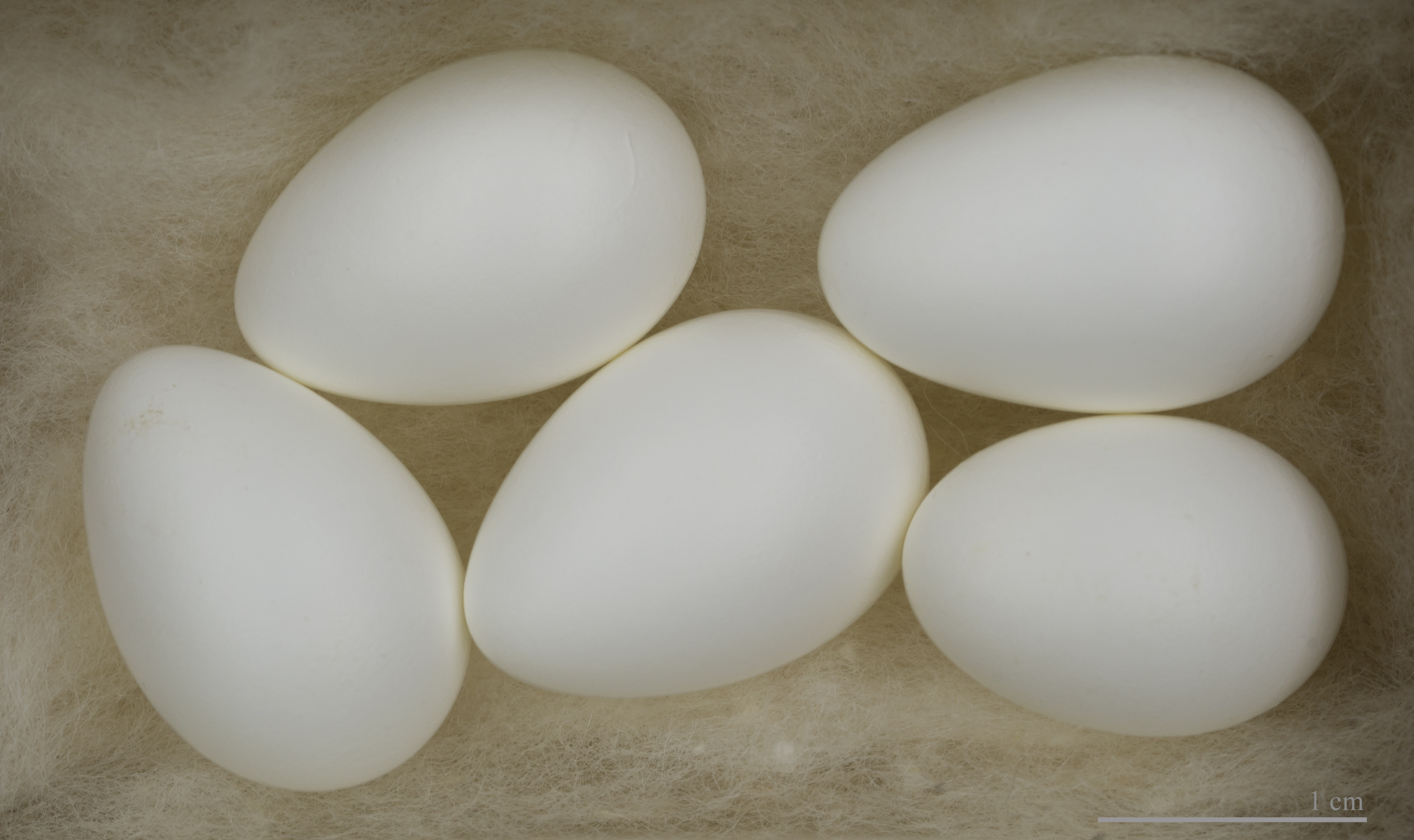
Delichon urbicum

Nhạn hông trắng Xibia (Delichon urbicum) là một loài chim trong họ Hirundinidae.

## Hình ảnh

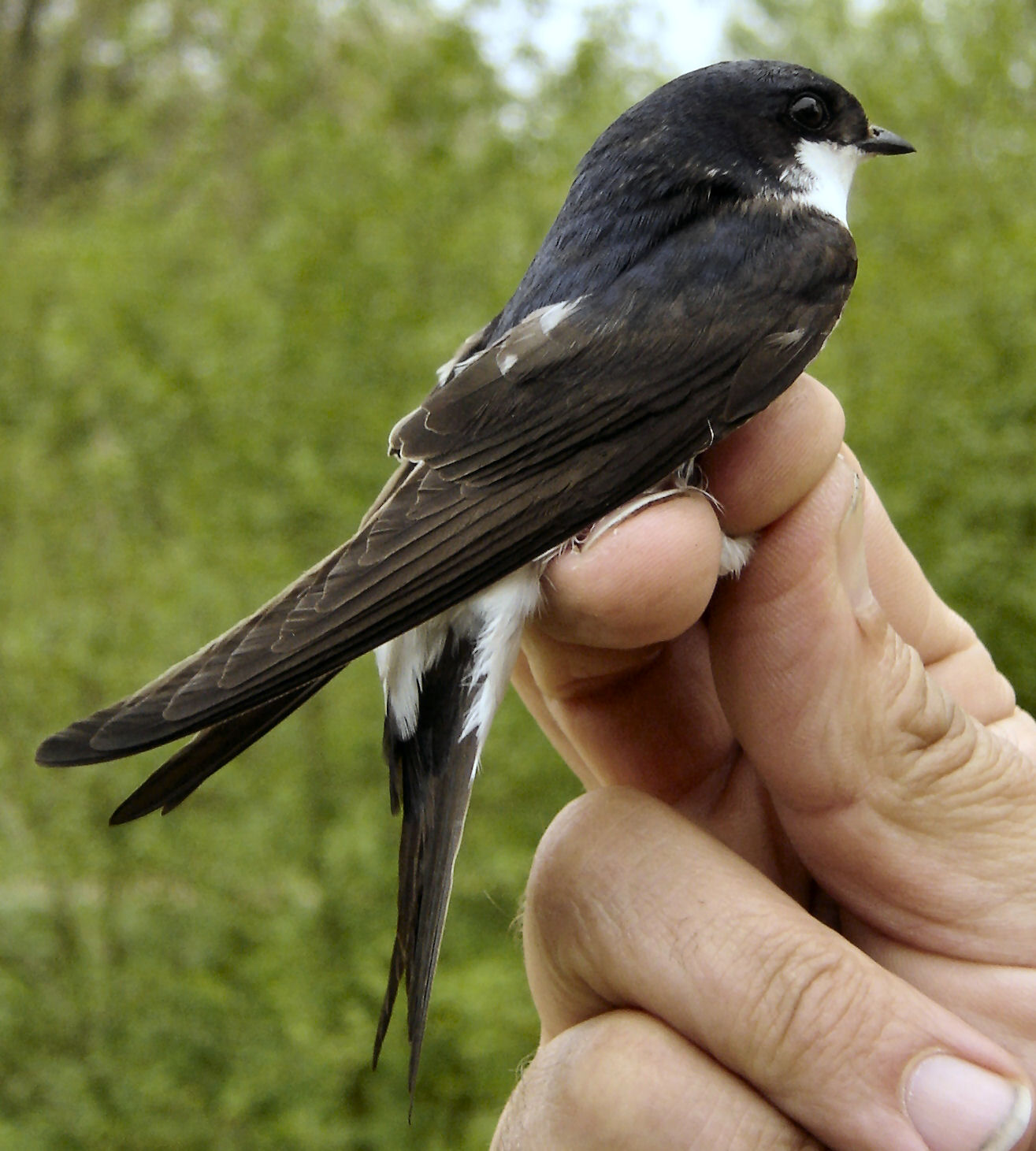
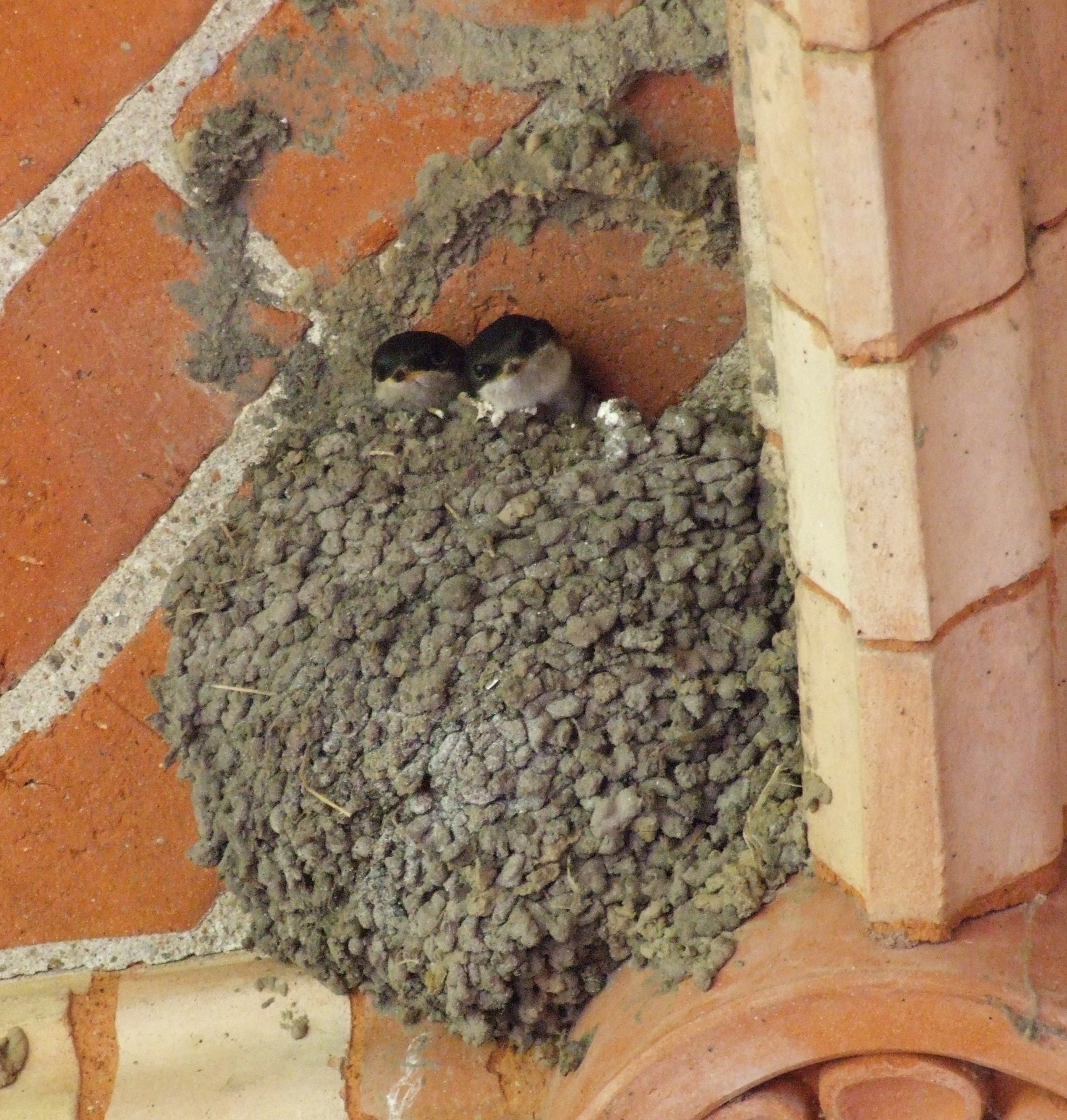
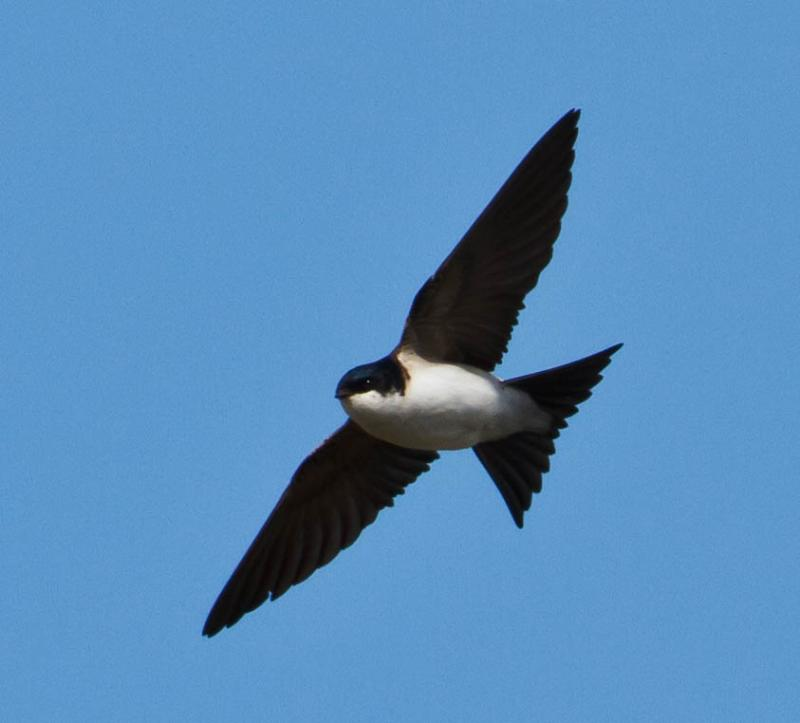

- Delichon urbicum